# Eugenia mcphersonii
Eugenia mcphersonii är en myrtenväxtart som beskrevs av Barrie. Eugenia mcphersonii ingår i släktet Eugenia och familjen myrtenväxter.
Artens utbredningsområde är Panamá. Inga underarter finns listade i Catalogue of Life.